# Taggsimpa
Taggsimpa (Micrenophrys lilljeborgii) hör till familjen simpor i ordningen kindpansrade fiskar.

## Utseende
Taggsimpan påminner om släktingen oxsimpa, men till skillnad från dennas nästan släta kropp med endast en längsrad av små benknölar på varje sida, har taggsimpan två rader med taggar längs sidorna. Den har dessutom två mjukstrålar i bukfenan, förutom en taggstråle, medan oxsimpan har tre. Som alla simpor har endast den främre ryggfenan taggstrålar, medan den bakre är mjukstrålig. Kroppen saknar fjäll. Som oxsimpan har den en lång, vass, bakåtriktad tagg på vardera gällocket (och ett större antal små och trubbiga).. Färgteckningen varierar mycket, med ljusa sidor och buk, fyra tvärband över ryggen med oregelbunden form och färg från brungrått till rödbrunt. Huvudet har samma färg som tvärbanden, och fenorna har fläckar eller tvärband. Största konstaterade längd är 7,4 cm, men den blir sällan längre än 6 cm.

## Vanor
Arten är en bottenfisk som lever på blandbottnar (klippor, grus eller musselskal) ner till ett djup på 500 m. Födan består av små kräftdjur (bland annat märlkräftor) och småfisk. Som flera simpor kan den avge ett knorrande läte om den lyfts upp ur vattnet.

### Fortplantning
Taggsimpan leker under våren på djupt vatten. Under lektiden blir hanen rödaktig på huvudet och sidorna. Fisken har inre befruktning, men är äggläggande; äggen läggs på bottnen i klumpar. Ynglen är däremot pelagiska fram till hösten.

## Utbredning
Arten finns i nordöstra Atlanten från södra Island, över Färöarna till Skottlands kuster, och via Shetlandsöarna till norska kusten och ner till Skagerack. Kan tillfälligtvis uppträda vid bohuslänska kusten.

## Bevarandestatus
Kanske påverkas beståndet i framtiden negativ av varmare havsvatten. Hela populationen anses vara stor. IUCN listar arten som livskraftig (LC).